# Moricandia foetida
Moricandia foetida là một loài thực vật có hoa trong họ Cải. Loài này được Bourg. ex Coss. mô tả khoa học đầu tiên năm 1852.